# Alioune Badara Faty
Pour les articles homonymes, voir Faty.
Alioune Badara Faty, né le 3 mai 1999 à Kaguitte (Sénégal), est un footballeur sénégalais qui joue au poste de gardien de but au TP Mazembe.

## Biographie
Alioune Badara Faty est né à Kaguitte au Sénégal, dans le département de Ziguinchor.

### Carrière en club
Alioune Badara Faty à fait toute sa formation dans le club fanion de Ziguinchor le Casa Sports en jouant toutes les catégories. Il remporte deux fois de suite la coupe du Sénégal U20 en 2017 et en 2018.

### Casa Sports (2019-2020)
Il signe son premier contrat professionnel avec son club formateur le Casa Sports en 2019.
Après une saison avec son club formateur, il remporte la coupe du Sénégal en 2021.
En 2022, Alioune Badara Faty réalise le doublé championnat-coupe du Sénégal avec le Casa Sports.

### TP Mazembe (2023-2025)
En juillet 2023, après avoir reçu une belle offre, Alioune Badara Faty décide de quitter son club formateur le Casa Sports pour rejoindre la République démocratique du Congo en s'engageant avec le cador du TP Mazembe pour une durée de deux ans.

### Carrière en équipe nationale
Avec la blessure du troisième gardien de but de l'équipe nationale du Sénégal, Alioune Badara Faty est appelé en renfort pour en novembre 2021 par l'entraîneur de la sélection nationale Aliou Cissé pour combler ce poste.Il participe à la coupe d'Afrique des nations 2021 au Cameroun avec l'équipe nationale du Sénégal et finit par sortir vainqueur de la compétition à côté des joueurs de classes mondiales comme Sadio Mané et Kalidou Koulibaly.
Il reçoit une convocation en juillet 2022 avec l'équipe du Sénégal A' pour prendre part à la Coupe COSAFA 2022. Alioune Badara Faty finit troisième de la compétition avec le sélection et remporte la médaille de bronze.
Alioune Badara Faty fait partie du groupe sélectionné  en équipe nationale du Sénégal au Championnat d'Afrique des nations 2022 où il sort vainqueur du tournoi.

## Palmarès

### En club
Casa Sports
- Championnat du Sénégal(1)
  - Champion: 2022
- Coupe du Sénégal (2) 
  - Vainqueur: 2021,2022

### En sélection
Sénégal
- Coupe d'Afrique des nations (1) :
  - Vainqueur en 2021

 Sénégal A'
- Coupe COSAFA :
  - Troisième: 2022.

 Sénégal
- Championnat d'Afrique des nations (1) :
  - Vainqueur en 2022